# Палмајра (Пенсилванија)
Палмајра (енгл. Palmyra) град је у америчкој савезној држави Пенсилванија.

## Демографија
По попису из 2010. године број становника је 7.320, што је 224 (3,2%) становника више него 2000. године.
| Група             | 2000.         | 2010.         |
| Белци             | 6.814 (96,0%) | 6.829 (93,3%) |
| Афроамериканци    | 64 (0,9%)     | 76 (1,0%)     |
| Азијати           | 65 (0,9%)     | 118 (1,6%)    |
| Хиспаноамериканци | 85 (1,2%)     | 220 (3,0%)    |
| Укупно            | 7.096         | 7.320         |